# Diapterus
Las mojarras de espinas largas son el género Diapterus, peces marinos de la familia de los gérridos, distribuido por todas las costas de América, tanto la del océano Pacífico como la del Atlántico.
Tienen el cuerpo pequeño y comprimido lateralmente con un hocico puntiagudo, generalmente de color plateado, con una longitud corporal máxima entre 15 y 40 cm, según la especie.

## Especies
Existen cinco especies válidas en este género:
- Diapterus auratus (Ranzani, 1842) - Mojarra guacha o Patao.
- Diapterus aureolus (Jordan y Gilbert, 1882) - Mojarra palometa.
- Diapterus brevirostris (Sauvage, 1879) - Mojarra chata.
- Diapterus peruvianus (Cuvier, 1830) - Mojarra aleteamarilla, Periche o Mojarra pedorra.
- Diapterus rhombeus (Cuvier, 1829) - Mojarra caitipa, Mojarra de estero o Mojarra salina.